# Amyema finisterrae
Amyema finisterrae là một loài thực vật có hoa trong họ Loranthaceae. Loài này được (Warb.) Danser mô tả khoa học đầu tiên năm 1929.